# 야마베정 (도치기현)
야마베정(山辺町)은 도치기현의 남서부, 아시카가군에 속했던 정이다. 

## 역사
- 1889년 4월 1일 - 정촌제 시행에 의해 야나다군 야마베촌이 성립하였다.
- 1896년 4월 1일 - 군 통합에 의해 아시카가군에 소속되었다.
- 1938년 4월 1일 - 정으로 승격해 야마베정이 되었다.
- 1953년 4월 1일 - 아시카가시에 편입해 소멸하였다.

## 교통

### 철도
- 도부 철도
  - 도부 이세사키선